# 艾切德
艾切德，是匈牙利赫维什州所辖的一个村。总面积41.60平方公里，总人口3290，人口密度79.1人/平方公里（2011年1月1日）。